# Michelle Krusiec
Michelle Jacqueline Krusiec, nata Ya-Huei Yang (楊雅慧S, Yáng YǎhuìP) (2 ottobre 1974), è un'attrice statunitense, originaria di Taiwan.

## Filmografia parziale

### Cinema
- Gli intrighi del potere - Nixon (Nixon), regia di Oliver Stone (1995)
- Pumpkin, regia di Anthony Abrams e Adam Larson Broder (2002)
- Tutta colpa dell'amore (Sweet Home Alabama), regia di Andy Tennant (2002)
- L'asilo dei papà (Daddy Day Care), regia di Steve Carr (2003)
- Scemo & più scemo - Iniziò così... (Dumb and Dumberer: When Harry Met Lloyd), regia di Troy Miller (2003)
- Duplex - Un appartamento per tre (Duplex), regia di Danny DeVito (2003)
- Salvare la faccia (Saving Face), regia di Alice Wu (2004)
- Cursed - Il maleficio (Cursed), regia di Wes Craven (2005)
- Nanking, regia di Bill Guttentag e Dan Sturman (2007)
- Far North, regia di Asif Kapadia (2007)
- Henry Poole - Lassù qualcuno ti ama (Henry Poole Is Here), regia di Mark Pellington (2008)
- Notte brava a Las Vegas (What Happens in Vegas), regia di Tom Vaughan (2008)
- The River Murders - Vendetta di sangue (The River Murders), regia di Rich Cowan (2011)
- Volano coltelli (Knife Fight), regia di Bill Guttentag (2012)
- The Invitation, regia di Karyn Kusama (2015)
- 20 Weeks, regia di Leena Pendharkar (2017)
- They Live in the Grey, regia di Abel Vang e Burlee Vang (2022)

### Televisione
- Star Trek: Deep Space Nine - un episodio (1998)
- One World - 39 episodi (1998-2001)
- Quello che gli uomini non dicono (The Mind of the Married Man) - 3 episodi (2001)
- Titus - 6 episodi (2000-2002)
- Un bianco Natale a Beverly Hills (Snow Wonder) - film TV (2005)
- Dirty Sexy Money - 5 episodi (2007-2009)
- La vita segreta di una teenager americana (The Secret Life of the American Teenager) - 6 episodi (2010-2011)
- General Hospital - 6 episodi (2011)
- Fringe - 3 episodi (2011-2012)
- Nice Girls Crew - 10 episodi (2012-2013)
- Shooter - 4 episodi (2016-2017)
- Hawaii Five-0 - 5 episodi (2016-2018)
- Hollywood - 4 episodi (2020)

## Doppiatrici italiane
Nelle versioni in italiano delle opere in cui ha recitato, Michelle Krusiec è stata doppiata da:
- Rossella Acerbo in Scemo & più scemo Iniziò così...
- Perla Liberatori in Cold Case - Delitti irrisolti
- Francesca Guadagno in NCIS - Unità anticrimine
- Claudia Razzi in Dirty Sexy Money
- Connie Bismuto in Notte brava a Las Vegas
- Chiara Salerno in CSI: NY
- Laura Romano in CSI: Miami
- Myriam Catania in Grey's Anatomy
- Elisabetta Spinelli in Community
- Sabine Cerullo in Fringe
- Jun Ichikawa in The Invitation
- Roberta De Roberto in Major Crimes
- Anna Cugini in Supergirl
- Monica Migliori in Shooter
- Chiara Gioncardi in Hollywood
- Ilaria Latini in A Million Miles Away
- Alessandra Grado in Good American Family